# 苏维埃
蘇維埃（俄语：сове́т，羅馬化：sovet，IPA：[sɐˈvʲet] ⓘ），音譯自俄语词汇，意为「代表会议」或者「會議」，中文又意譯作「勞農委員會」。是指俄国无产阶级于1905年革命时期创造的领导群众进行革命斗争的组织形式，它起源于1905年俄国革命，是一种工人和农民的民主形式，其代表可以随时选举并随时更换，暗含着巴黎公社式的政权形式。十月革命以后，苏维埃成为俄国新型的政权的标志，城市和乡村的最基本生产单位都有苏维埃，苏维埃在共产党的领导下，不仅可以立法，还可以直接派生行政机构。

## 苏联
蘇維埃一詞起源于1905年俄罗斯革命中的圣彼得堡苏维埃，1917年十月革命后被20世纪的共产主义运动广泛使用。1917年11月7日（俄历10月25日），俄罗斯人民在弗拉基米尔·列宁为首的布尔什维克党领导下，推翻了地主资产阶级政权，取得了十月革命的胜利。胜利的当天即召开了全俄苏维埃第二次代表大会，通过了列宁起草的《告工人、士兵和农民书》，宣布全部政权归苏维埃。从此，苏维埃成为俄国无产阶级专政的政权组织形式。十月革命后，1917年11月—1918年1月，苏维埃的名称为工兵农代表苏维埃，1918年1月改称工农和红军代表苏维埃，1936年改称劳动者代表苏维埃。
1917年11月至1918年3月，全国各地相继建立了苏维埃政权。1918年1月25日全俄苏维埃第三次代表大会通过《被剥削劳动人民权利宣言》，宣布俄国为工兵农代表苏维埃共和国。同年7月10日，全俄苏维埃第五次代表大会通过的《俄罗斯苏维埃联邦社会主义共和国宪法》根本法（简称《苏俄宪法》），确立了以苏维埃为基础的社会主义。蘇聯成立後，最高蘇維埃由联盟院和民族院组成，联盟院按选区选举产生，民族院按加盟共和国等选举产生，行使苏联的立法权。因為俄國1905年革命時，出現過一種由罷工工人作為罷工委員會組織的代表會議，其簡稱便是“蘇維埃”。十月革命后出现的一些共产主义政权也以苏维埃为名，如巴伐利亚苏维埃共和国、匈牙利苏维埃共和国。
1922年12月30日，苏联苏维埃第一次代表大会通过了《联盟条约》和《联盟成立宣言》，宣告苏维埃社会主义共和国联盟成立。1924年1月31日，苏联苏维埃第二次代表大会通过了《苏维埃社会主义共和国联盟宪法》（简称《苏联宪法》），确认苏联为统一的苏维埃社会主义的联盟国家。1934年苏联宣布剥削阶级已经消灭，社会主义公有制经济在国民经济中已占统治地位。1936年12月5日，苏联苏维埃第八次非常代表大会通过的苏联宪法，进一步完善苏维埃制度。苏维埃的代表物包含：镰刀、锤子、五角星、麦穗。
1977年10月7日，第九届最高苏维埃第七次非常会议通过苏联宪法。该宪法继承前三部苏联宪法的思想和原则，宣布苏联已经建成发达的社会主义社会。宪法以专章规定了苏联的政治制度，宣布苏联是社会主义全民国家，代表工人、农民、知识分子和国内各族劳动人民的意志和利益；规定苏联的一切权力属于人民，人民行使国家权力的机关是人民代表苏维埃，并规定苏联共产党是苏联政治制度的核心。（註：苏联最高苏维埃是苏联的最高国家权力机关，它的常设机构是最高苏维埃主席团）
1988年12月以后，苏联多次修改宪法，其政治体制不断变化，1989年，苏联最高国家权力机关改作人民代表大会，其常设机关为苏联最高苏维埃，由大会选举了第一任总统和副总统。直至1991年底苏联解体，苏联解体后，苏维埃名存实亡。1993年俄罗斯宪政危机以后，俄罗斯最高苏维埃被解散，取而代之的是俄罗斯国家杜马。

## 中国
中国共产党在1930年代建立的一些革命根据地议会也使用该名称，所以当时的这些革命根据地也称苏区。
1927年11月21日，中共党员彭湃在广东省海丰县成立海陆丰工农兵苏维埃政府，这是中国第一个以苏维埃名义的地方政府。
1937年，共产国际下发《关于统一反法西斯阵线》。此时正是抗日救国的重要历史时期，为了统一抗日阵线与苏维埃运动，中共修改党章，由只容许工农阶级和先进知识分子加入，改为容许来自不同阶级的人，只要愿意加入社会主义革命，就可以加入行列之中，并在当年根据共产国际命令，将当时的苏区改名为“民主共和国”。
至于为什么后来中国最高权力机构也不再沿用“苏维埃”，是因为当时民众知识水平不高，常以为“苏维埃”是人名；因此必须为它取一个符合中国文化的名称；“苏维埃”原意为“代表大会”，如果取名为“苏维埃代表大会”，就成了“代表大会代表大会”；取名为“代表大会”，就可以是非共产主义者的大会；“工农代表大会”，不符合容许一切有革命理想的人参加的原则；因此经研究决定命名“人民代表大会”。
第二次国共合作期间，为统一抗日救亡阵线，苏区改为中华民国特别行政区。由此，苏维埃退出中国历史舞台。现继承者为中华人民共和国及其最高权力机关人民代表大会。